# Källmossor
Källmossor (Philonotis) är ett släkte av bladmossor. Källmossor ingår i familjen Bartramiaceae.

## Bildgalleri

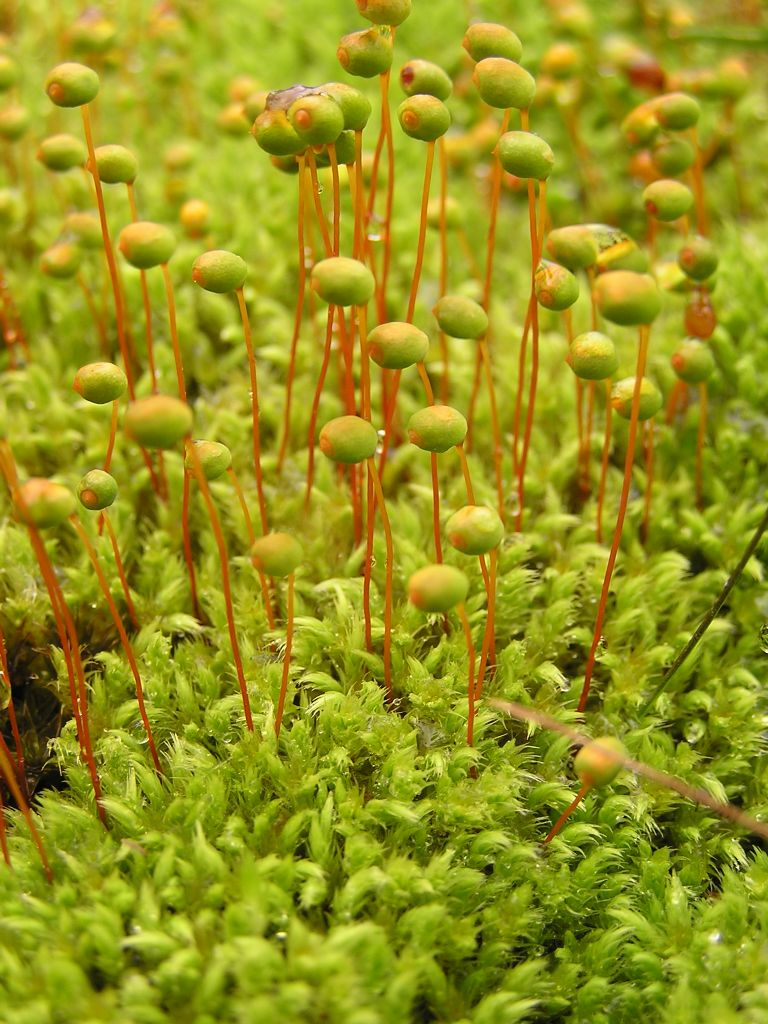

## Dottertaxa till Källmossor, i alfabetisk ordning[1][2]
- Philonotis acicularis
- Philonotis acutissima
- Philonotis africana
- Philonotis amblystegioides
- Philonotis ampliretis
- Philonotis andina
- Philonotis angulata
- Philonotis angusta
- Philonotis angustifolia
- Philonotis arbusculacea
- Philonotis aristifolia
- Philonotis arnellii
- Philonotis asperrima
- Philonotis austrofalcata
- Philonotis baginsensis
- Philonotis bernoullii
- Philonotis boliviensis
- Philonotis brevicuspis
- Philonotis buckii
- Philonotis byssiformis
- Philonotis caespitosa
- Philonotis calcarea
- Philonotis caldensis
- Philonotis calomicra
- Philonotis capillaris
- Philonotis capillata
- Philonotis cernua
- Philonotis clavicaulis
- Philonotis conostomoides
- Philonotis coreensis
- Philonotis corticata
- Philonotis crenatula
- Philonotis curvata
- Philonotis curvula
- Philonotis dicranellacea
- Philonotis dregeana
- Philonotis elegantula
- Philonotis elongata
- Philonotis esquelensis
- Philonotis eurydictyon
- Philonotis evanescens
- Philonotis falcata
- Philonotis filiformis
- Philonotis filiramea
- Philonotis flaccidifolia
- Philonotis flavinervis
- Philonotis flexipes
- Philonotis fontana
- Philonotis fontanella
- Philonotis fontanoides
- Philonotis fragilicaulis
- Philonotis fragilicuspis
- Philonotis fugacissima
- Philonotis gardneri
- Philonotis gemmascens
- Philonotis glabrata
- Philonotis glaucescens
- Philonotis glomerata
- Philonotis gourdonii
- Philonotis gracilenta
- Philonotis gracilescens
- Philonotis gracillima
- Philonotis guyabayana
- Philonotis hansenii
- Philonotis hastata
- Philonotis hawaica
- Philonotis heleniana
- Philonotis helenica
- Philonotis hermannii
- Philonotis huallagensis
- Philonotis humilis
- Philonotis incrassata
- Philonotis jungneri
- Philonotis krausei
- Philonotis laeviuscula
- Philonotis lancifolia
- Philonotis laxitexta
- Philonotis leptocarpa
- Philonotis lignicola
- Philonotis litorea
- Philonotis longiseta
- Philonotis macrocarpa
- Philonotis macrodictya
- Philonotis macroglobus
- Philonotis marangensis
- Philonotis marchica
- Philonotis mauritiana
- Philonotis mbelabiensis
- Philonotis mercieri
- Philonotis microthamnia
- Philonotis minutifolia
- Philonotis mniobryoides
- Philonotis mollis
- Philonotis moritziana
- Philonotis muhlenbergii
- Philonotis myriocarpa
- Philonotis nanothecia
- Philonotis nanothecioidea
- Philonotis niam-niamiae
- Philonotis nigricans
- Philonotis nigroflava
- Philonotis operta
- Philonotis osculatiana
- Philonotis pallida
- Philonotis papillarioides
- Philonotis papillatomarginata
- Philonotis pechuelii
- Philonotis pellucidiretis
- Philonotis penicillata
- Philonotis perconferta
- Philonotis pergracilis
- Philonotis perigonialis
- Philonotis perlaxifolia
- Philonotis perpusilla
- Philonotis perrieri
- Philonotis pilifera
- Philonotis plana
- Philonotis platensis
- Philonotis platyneura
- Philonotis polymorpha
- Philonotis pomangium
- Philonotis pseudomollis
- Philonotis pugionifolia
- Philonotis pumila
- Philonotis pungens
- Philonotis pygmaeola
- Philonotis pyriformis
- Philonotis rificuspis
- Philonotis rigida
- Philonotis rufiflora
- Philonotis runcinata
- Philonotis ruwenzorensis
- Philonotis scabrifolia
- Philonotis schroederi
- Philonotis secunda
- Philonotis seriata
- Philonotis sharpiana
- Philonotis sikkimensis
- Philonotis simplicissima
- Philonotis slateri
- Philonotis soulii
- Philonotis sparsifolia
- Philonotis speirophylla
- Philonotis sphaerocarpa
- Philonotis spiralis
- Philonotis spongiosa
- Philonotis striata
- Philonotis striatula
- Philonotis strictiuscula
- Philonotis strictula
- Philonotis submarchica
- Philonotis subolescens
- Philonotis subrigida
- Philonotis subsimplex
- Philonotis subsphaericarpa
- Philonotis tenuis
- Philonotis thwaitesii
- Philonotis tjibodensis
- Philonotis tomentella
- Philonotis tortifolia
- Philonotis trachyphylla
- Philonotis trichodonta
- Philonotis trichophylla
- Philonotis tricolor
- Philonotis turneriana
- Philonotis uncinata
- Philonotis usambarica
- Philonotis vagans
- Philonotis vanderystii
- Philonotis vescoana
- Philonotis yezoana